# ريدموند أوهانلون
ريدموند أوهانلون (بالإنجليزية: Redmond O'Hanlon)‏ هو مستكشف وكاتب بريطاني، ولد في 5 يونيو 1947 في دورست في المملكة المتحدة.